# Ritratto di donna (Palma il Vecchio)
Il ritratto di donna conosciuto anche come ritratto femminile detto la Cortiana è un'opera a olio su tela di Jacopo Palma il Vecchio, datato presumibilmente intorno al 1520 e conservato nella pinacoteca del museo Poldi Pezzoli di Milano.

## Storia descrizione e stile
Il dipinto fu acquistato dal conte Gian Giacomo Poldi Pezzoli come opera da inserire nella sua nuova collezione arricchendo la pinacoteca nel 1865, come opera del Giorgione da Terzaghi di Milano che aveva un negozio di antiquariato, non è possibile ricostruire la provenienza precedente. 
L'opera probabilmente fu eseguita dal Negretti nel suo periodo veneziano. Non era inusuale per l'artista dipingere soggetti femminili a mezzobusto molto procaci. Questi soggetti, infatti, l'artista li rappresenta sempre a seno scoperto. 
La donna indossa una camicia bianca trasparente plissettata aperta sul petto, il laccio viene infatti tenuto morbido così che la cortigiana possa mostrare il seno con i capezzoli leggermente arrossati. Sopra una sopravveste in seta rossa riccamente damascata. Il colore era tra i più ricercati del periodo, che porta ai lavori di Tiziano. La mano destra della donna con un gesto gentile, tiene la sopravveste al petto in un gesto che vorrebbe sembrare pudico, mentre la sinistra la tiene posta sull'ampio abito che è dipinto con ampi panneggi che creano movimento partendo dal braccio fino al ginocchio per risalire sulla spalla destra della donna.
Il volto dall'ovale quale perfetto, leggermente inclinato a destra molto simmetrico, ci presenta una donna dai lineamenti molto delicati, con il naso leggermente allungato sulla piccola bocca, con grandi occhi verdi, e con il viso incorniciato in una rossiccia capigliatura che scendendo sul davanti imbiondisce e raggiunge la spalla sinistra mentre quella destra rimane completamente scoperta. Il ritratto doveva manifestare un erotismo seduttivo che non voleva essere volgare ma solo una forma moderata di erotismo che doveva poi condurre al matrimonio, e questo rappresenta il camice bianco segno della purezza che doveva comporre il corredo matrimoniale. I capelli disciolti sono una classica raffigurazione dell'arte veneziana del Cinquecento.
Non vi sono raffigurati arredi o paesaggi, la tela raffigura solo la giovane donna inserita in uno sfondo dalle tinte scure.
Nell'Ottocento la tela fu oggetto di restauro da parte da Giuseppe Molteni e da Luigi Cavenaghi e nel 1951 fu ripulita dal restauratore Mauro Pellicioli.